# IC 5022
IC 5022 — галактика типу SBR () у сузір'ї Октант.
Цей об'єкт міститься в оригінальній редакції індексного каталогу.